# Volendam (Schiff, 1999)
Die Volendam ist ein Passagierschiff der amerikanischen Reederei Holland-America Line. Sie wurde in Italien auf der Werft Fincantieri gebaut und fährt unter der Flagge der Niederlande.

## Geschichte
Die Volendam wurde bei Fincantieri in Marghera gebaut. Die Kiellegung erfolgte am 17. Februar 1998. Am 18. September 1998 wurde das Schiff ausgedockt und am 25. Oktober 1999 abgeliefert. Das Schiff wurde am 12. November 1999 von Gudmor Chris Ever getauft und am selben Tag in Dienst gestellt.

## Name
Das heutige Motorschiff Volendam ist das dritte Schiff der Holland-America Line, das den Namen des nordholländischen Touristendorfes trägt.

## Schwesterschiffe
Die Volendam ist ein Schwesterschiff der Zaandam, sowie der Bolette und der Borealis von Fred. Olsen Cruise Lines. Sie gehört zur Rotterdam-Klasse (auch als R-Klasse bezeichnet). Jedoch sind die Schiffe nicht baugleich. Die Volendam und die Zaandam sind baugleich, wohingegen die baugleichen Schiffe Bolette und die Borealis abweichende Decksgrundrisse haben und zudem zwei parallel stehende Schornsteine anstelle von einem Schornstein haben.

## Technik
Wie fast alle modernen Kreuzfahrtschiffe hat die Volendam einen diesel-elektrischen Antrieb. Fünf V12-Dieselmotoren mit zusammen fast 58.000 PS treiben Generatoren zur Stromerzeugung an. Der Treibstoffverbrauch wird von der Reederei mit 85 Gallonen je Seemeile angegeben, die Tanks fassen insgesamt 860.000 Gallonen. Die beiden Propellerwellen werden von ABB-Elektromotoren angetrieben, die je 17.500 PS leisten. Zum Manövrieren sind an Bug und Heck je zwei Querstrahlsteueranlagen eingebaut, jede davon wird mit einem 2.550 PS starken Elektromotor angetrieben.